# Uluru

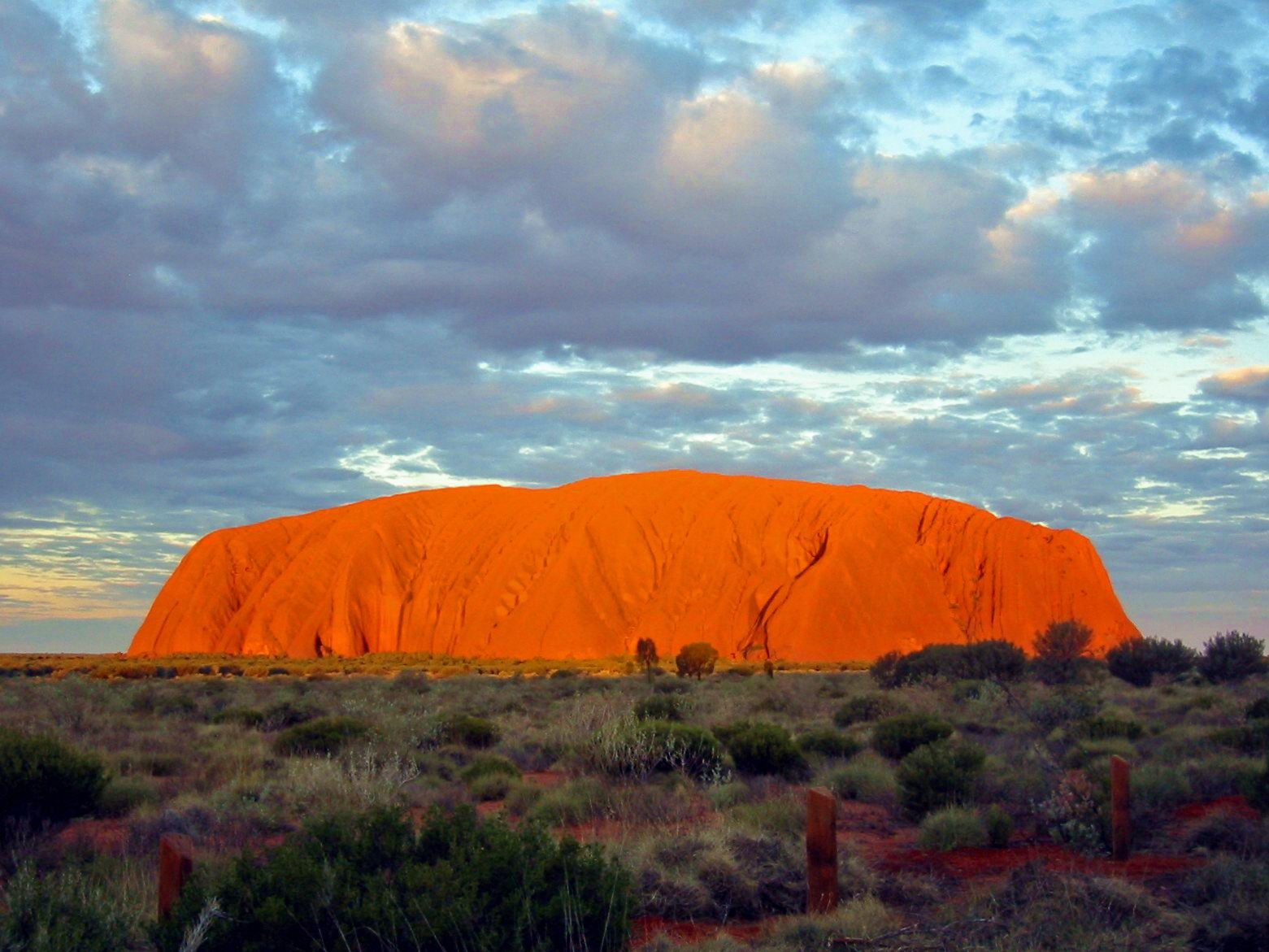
Solnedgång vid Uluru.

Uluru, även känd som Ayers Rock, är en 500 miljoner år gammal sandstensmonolit i södra Northern Territory i Australien. Monoliten är ett inselberg, vilket innebär att det står kvar där omgivande berggrund har eroderats bort.

## Beskrivning och historik
Klippan är cirka 3,5 kilometer lång, upp till två kilometer bred och omkring 9 kilometer i omkrets. Toppen ligger 863 meter över havet och 348 meter över den omkringliggande marken. Berget når 2 100 meter under markytan. Uluru ligger vid orten Yulara i nationalparken Uluru-Kata Tjuta, 335 km sydväst om Alice Springs (ca 450 km vägavstånd). Formationen består huvudsakligen av sandsten, och har en rödaktig färg till följd av korrosion och reflekterande mineraler såsom fältspat.
Urbefolkningens namn på platsen, Uluru, är ett lokalt familjenamn från Pitjantjatjarastammen. Platsen anses som helig av urbefolkningen och används än idag för ceremonier.
Upptäcktsfararen Ernest Giles var förste europé att notera klippformationen 1872, som han dock endast beskådade på avstånd. William Gosse besökte klippan året därpå och gav den dess västerländska namn, Ayers Rock, efter Sir Henry Ayers, South Australias regeringschef.
I bergets dolda skrevor finns ett rikt växt- och djurliv.

### Landskap och klimat
| \| J \| F \| M \| A \| M \| J \| J \| A \| S \| O \| N \| D \| \| 29 39 23 \| 44 37 22 \| 40 34 19 \| 17 30 14 \| 15 24 9 \| 19 20 6 \| 19 21 4 \| 4.5 24 6 \| 7.9 29 11 \| 23 32 15 \| 38 35 18 \| 43 36 21 \| \| Genomsnittlig temperatur i °C (max. och min.) \| \| \| \| \| \| \| \| \| \| \| \| \| Nederbörd i mm. Årsnederbörd: 298,9 mm. \| \| \| \| \| \| \| \| \| \| \| \| \| Källa: [3] \| \| \| \| \| \| \| \| \| \| \| \| |          |          |          |         |         |         |          |           |          |          |          |
| J | F        | M        | A        | M       | J       | J       | A        | S         | O        | N        | D        |
| 29 39 23 | 44 37 22 | 40 34 19 | 17 30 14 | 15 24 9 | 19 20 6 | 19 21 4 | 4.5 24 6 | 7.9 29 11 | 23 32 15 | 38 35 18 | 43 36 21 |
| Genomsnittlig temperatur i °C (max. och min.) |          |          |          |         |         |         |          |           |          |          |          |
| Nederbörd i mm. Årsnederbörd: 298,9 mm. |          |          |          |         |         |         |          |           |          |          |          |
| Källa: |          |          |          |         |         |         |          |           |          |          |          |

### Nationalpark
Tillsammans med 36 kupolformade inselberg, cirka 30 kilometer västerut, bland annat Mount Olga (med 1 066 m ö.h.), utgör Uluru en 1 331 kvadratkilometer stor nationalpark, som heter Uluru–Kata Tjuta National Park. Parken togs 1987 upp på Unescos världsarvslista.